# Rantau Panjang (Longkib)
Rantau Panjang is een bestuurslaag in het regentschap Subulussalam van de provincie Atjeh, Indonesië. Rantau Panjang telt 457 inwoners (volkstelling 2010).